# La estrella de los guardianes
La estrella de los guardianes es un ciclo de cuatro libros escrito por Margaret Weis (principalmente conocida como coautora de la serie de libros sobre la Dragonlance). Se compone de los siguientes títulos:
1. El rey perdido
2. La revelación de un rey
3. El sacrificio de un rey
4. La legión fantasma

Inicialmente el ciclo estaba formado por la trilogía El rey perdido, La confirmación de un rey y El sacrificio de un rey, pero Weis decidió escribir un cuarto libro en el que se completaba el destino de los dos personajes principales.
La estrella de los guardianes puede encuadrarse dentro de la ciencia ficción, concretamente en el género conocido como ópera espacial.

## El inicio de la historia
En un futuro indeterminado, la raza humana ha colonizado las estrellas y ha descubierto otras formas de vida que habitan en el universo. El destino de la galaxia está regido por una república, que surgió varios años atrás de las cenizas de la antigua monarquía, tras una revolución. Señores de la Guerra controlan los distintos sectores de la galaxia con sus flotas de naves y sus propios ejércitos, siempre al servicio del pueblo.
Uno de los más poderosos de estos Señores de la Guerra es Lord Derek Sagan, uno de los cabecillas de la revolución. Sagan es un antiguo guardián que rompió su juramento de fidelidad a su rey para destronarle. Ha pasado los últimos años buscando a los últimos guardianes vivos, que escaparon la noche de la revolución, para acabar con ellos y con la esperanza de encontrar al legítimo heredero al trono, por entonces un bebé recién nacido.
Tras años de rastrear los confines de la galaxia, parece que la búsqueda está llegando a su fin, con la localización de Lady Maigrey Morianna, último guardián (aparte del propio Sagan), y del heredero Dion Starfire.

## Los guardianes
Investigaciones genéticas llevadas a cabo durante la Edad Tenebrosa dieron como fruto la estirpe real, un conjunto de individuos genéticamente mejorados, con habilidades más allá del común de las personas, cuyo cometido sería gobernar los distintos sistemas de la galaxia. De entre ellos, los guardianes serían los encargados no de gobernar, sino de defender el gobierno de Su Majestad de posibles amenazas. La noche de la revolución vio el fin de la estirpe real y de los guardianes, aunque no de todos, ya que algunos lograron escapar llevándose consigo al legítimo heredero al trono.